# Liste des évêques de Strängnäs

Armoiries de l'évêque de Strängnäs.

L'évêque de Strängnäs est un prélat de l'Église de Suède. Il est à la tête du diocèse de Strängnäs et siège à la cathédrale de Strängnäs.

## Liste des évêques de Strängnäs

### Jusqu'à la Réforme
- 1129 : Gerðar
- 1161-1190 : Vilhelmus
- 1208-1210 : Uffe
- 1219-1224 : Olov Basatömer
- 1233-1241 : Throgillius
- 1253-1257 : Kol
- 1267-1274/1275 : Finvid
- 1275-1291 : Anund Jonsson
- 1292-1307/1308 : Isarus
- 1308-1343 : Styrbjörn
- 1343-1345 : Frenderus
- 1345-1355 : Sigmundus
- 1355/1356-1378 : Thyrgillus Johannis
- 1378-1401 : Tord Gunnarsson
- 1401-1408 : Petrus Johannis
- 1409-1410 : Gjord Petersson Rumpa
- 1410-1419 : Andreas Johannis
- 1420-1428 : Arnoldus Johannis
- 1429-1443 : Thomas Simonis
- 1443-1449 : Ericus Birgeri
- 1449-1463 : Siggo Ulphonis
- 1463-1479 : Johannes Magni
- 1479-1501 : Kort Rogge
- 1501-1420 : Mattias Gregersson
- 1520-1521 : Jens Andersen Beldenak
- 1522-1536 : Magnus Sommar

### Depuis la Réforme
- 1536-1555 : Botuidis Sunonis
- 1557-1561 : Ericus Nicolai Swart
- 1561-1562 : Botuidis Sunonis
- 1563-1585 : Nicolaus Olai Helsingus
- 1586-1607 : Petrus Jonæ Helsingus
- 1608-1609 : Petrus Kenicius
- 1609-1637 : Laurentius Paulinus Gothus
- 1637-1638 : Laurentius Olai Wallius
- 1639-1642 : Jacobus Johannis Zebrozynthius
- 1643-1664 : Johannes Matthiæ Gothus
- 1664-1674 : Erik Gabrielsson Emporagrius
- 1674-1686 : Carolus Lithman
- 1687-1700 : Erik Benzelius l'Ancien
- 1701-1717 : Johannes Bilberg
- 1717-1728 : Daniel Norlindh
- 1731-1747 : Daniel Lundius
- 1749-1762 : Eric Alstrin
- 1763-1776 : Jacob Serenius
- 1776-1793 : Carl Jesper Benzelius
- 1793-1803 : Stefan Insulin
- 1803-1827 : Johan Adam Tingstadius
- 1829-1838 : Pehr Thyselius
- 1839-1852 : Hans Olov Holmström
- 1852-1880 : Thure Annerstedt
- 1881-1889 : Adam Teodor Strömberg
- 1889-1927 : Uddo Lechard Ullman
- 1927-1933 : Sam Stadener
- 1933-1952 : Gustaf Aulén
- 1952-1954 : Dick Helander
- 1955-1972 : Gösta Lundström
- 1972-1982 : Åke Kastlund
- 1982-1989 : Tord Simonsson
- 1989-2005 : Jonas Jonson
- depuis 2005 : Hans-Erik Nordin